# Янега (река)
Янега — река в России, протекает по Лодейнопольскому району Ленинградской области, левый приток Свири. Название — от саамского «янг», означающего «болото/топь».
Берёт своё начало из Виозера. Устье реки находится в 72 км по левому берегу реки Свири. Длина реки — 33 км, площадь водосборного бассейна — 285 км².
Протекает вдоль посёлка Янега. Вблизи устья пересекает дорогу Р37 и железную дорогу Санкт-Петербург — Мурманск.
В реке осуществлялась ловля жемчуга.

## Бассейн

### Притоки
(указано расстояние от устья)
- 6,8 км: Сара (левый)
- 18 км: Чалдога (правый)
- Палручей (правый)

### Озёра
Бассейну Янеги принадлежат озёра: Савозеро (исток Сары) и Варбинское.

## Данные водного реестра
По данным государственного водного реестра России относится к Балтийскому бассейновому округу, водохозяйственный участок реки — Свирь, речной подбассейн реки — Свирь (включая реки бассейна Онежского озера). Относится к речному бассейну реки Нева (включая бассейны рек Онежского и Ладожского озера).
Код объекта в государственном водном реестре — 01040100812102000012751.